# Franck
Franck d.d. — хорватская компания, производящая кофе, чай и различные снэки (закуски). Была основана в Загребе в 1892 году как часть немецкой транснациональной компании «Heinrich Franck Söhne», которая появилась в 1883 году. До Второй мировой войны «Franck» производила заменители кофе, но ассортимент её продукции значительно расширился: сегодня он включает чай, снэки, специи, сахарную пудру и приправы. Фирма была приватизирована в 1992 году. В 2015 году Franck вступила в партнерство с Intersnack и основал совместное предприятие для производства и продажи закусок под названием Adria Snack Company Ltd.

## Торговые марки и продукция

### Молотый кофе
В категории молотого кофе компания Franck является лидером хорватского рынка со своей маркой Jubilarna. В то же время в ассортимент продукции компании входят: Franck 100 % Arabica, Franck 100 % Arabica (лесной орех и шоколад), премиальный кофе «одного места происхождения» (Коста-Рика и Гватемала) и кофе эспрессо. Кроме того, марка Franck Crema была запущена в продажу в 2015 году. В ассортимент продукции также входят два молотых кофе: Gloria и Victoria.

#### Кофе Franck Jubilarna
Упакованный под вакуумом кофе Jubilarna является «знаковым» товаром для компании Franck и её самым известным продуктом. Он столь популярен в Хорватии, что даже получил прозвище — «сиглица» (буквально, «маленький кирпич») — поскольку его упаковка имеет красный цвет и квадратную форму. Производство марки Jubilarna началось в 1972 году и она до сих пор не потеряла актуальности. Существует мнение о его высоком качестве — марка даже известна как «Королева кофе».

### Franck Café
Компания Franck предлагает ряд напитков (быстрорастворимый кофе и капучино), которые характеризуются быстрой приготовления и разнообразием ароматов. В этот ассортимент входят: капучино — в версиях Classic, Vanilla, Chocolate, Irish Cream, Coconut и белый шоколад, Jaffa, Winter, с меньшим количеством сахара и без кофеина, а также Bananaccino и Jagodaccino — горячие напитки для детей, не содержащие кофеина; растворимый кофе в версиях «классический», «золотой» и без кофеина; смеси растворимого кофе в версиях «три в одном» и «два в одном»; какао («два в одном») и холодный кофе (Ice Coffee)

### Franck Tea
Достаточно широкий ассортимент чаев Franck включает черный, зеленый и желтый чай, фруктовые чаи (различные ароматы со специальной линией Voćni + Moćni) и травяные чаи (специальная линия Trag prirode). В списке продукции компании также присутствуют марки, специально предназначенные для детей (Fora tea), сезонный чай или «время суток» (Ritual). Franck была первой хорватской компанией, которая запустила производство фруктового чая в пакетиках («фильтровальных мешках») — это произошло ещё в 1991 году. В 2015 году была представила новая товарная линия «Coolup!» — напиток, сделанный из чайной эссенции и холодной воды. Кроме того, в том же, 2015, году была выпущена линия чаёв премиум-класса «Franck Superiore Tea», которая доступна исключительно в рамках HoReCa — сегменте сферы услуг «индустрии гостеприимства» (общественного питания и гостиничного хозяйства), канал сбыта товаров с непосредственным потреблением продукции в месте продажи.

### Другие продукты
Фирма Franck также производит манную крупу, итальянское блюдо полента, сахарную пудру и бикарбонат натрия. Есть в ассортименте товаров от Franck и заменители кофе, и смеси для приготовления горячего шоколада.

## Adria Snack Company Ltd
Adria Snack Company Ltd. является совместным предприятием Franck и Intersnack, договорённость о создании которого была достигнута в 2015 году. Целью партнерства является реализация долгосрочной совместной стратегии, направленной на развитие бизнеса в области соленых закусок (снэков). Ассортимент торговых марок включает в себя Čipi čips, Kroki kroket, Tip-top, солёные орешки, Chio, Kelly’s, funny’frisch и Pom bar.

## HoReCa
В рамках канала сбыта HoReCa, фирма Franck представляет некоторые продукты, недоступные для розничной торговли. Ими являются: Franck Superiore Tea, Stretto и Superiore-эспрессо и марки эспрессо Classic и Bonus espresso.

## Награды и признания
В 2014 году Franck выиграл гран-при и золотую награду «Effie Award» в категории продуктов питания — за кампанию Čipi Čips под названием «CROmpiri». В категории напитков кампания Franck Café Cappuccino «Get creative» завоевала серебряную награду «Effie Award». В 2012 и 2013 годах кофе Franck Cafe был удостоен награды Best Buy.